# Marino Marzano
Marino Marzano (Sessa Aurunca, 1420 – Napoli, 1494) è stato un nobile italiano.
Fu principe di Rossano, 6º duca di Sessa Aurunca, conte di Alife, Montalto e Squillace e grande ammiraglio del Regno di Napoli.

## Biografia
Giovanni Francesco Marino Marzano era l'unico figlio di Giovanni Antonio Marzano e Covella Ruffo, cugina di primo grado della Regina del Regno di Napoli Giovanna II d'Angiò-Durazzo. Era legato alla corona aragonese per aver sposato, il 3 maggio del 1444, Eleonora, figlia del Re del Regno di Napoli Alfonso V d'Aragona, detto "il Magnanimo". Si affermò nella corte napoletana, ricoprendo la carica di grande ammiraglio.
Morto il Re Alfonso V il 27 giugno del 1458, gli successe il figlio Ferrante d'Aragona. Il duca di Sessa Aurunca fu uno dei capi dell'opposizione da parte dei potenti feudatari del Regno (prima congiura dei baroni tra il 1459-1464): secondo molti cronisti del tempo, il motivo dell'opposizione del duca al Re Ferrante derivava dalla scoperta della relazione incestuosa di questi con la sorellastra Eleonora, sua moglie. Il duca si ribellò al Re in Calabria, insieme a Giovanni Antonio Orsini del Balzo, principe di Taranto, e nel luglio del 1459 compì incursioni in diverse parti della Campania.
Sostenne inoltre Renato d'Angiò-Valois e permise a suo figlio, Giovanni, di sbarcare nelle sue terre, gli giurò fedeltà accogliendolo a Sessa Aurunca e lo scelse come padrino del figlio Giovanni Battista.
In seguito sembrò volersi riconciliare con il Re, con il quale fu organizzato nel maggio del 1460 un incontro a Torricella, presso Teano: il duca e i suoi compagni Deifobo dell'Anguillara e Giacomo Montagano tentarono tuttavia di uccidere il Re con un pugnale, ma fallirono a causa della sua reazione: l'episodio fu raffigurato da Giuliano da Maiano in un rilievo della porta bronzea del Castel Nuovo di Napoli. Il duca fu dichiarato ribelle e proseguì le ostilità. Dopo la sconfitta di Giovanni d'Angiò-Valois nell'agosto del 1462 a Troia, il Re attaccò il duca nei suoi territori a Sessa Aurunca e lo sconfisse nell'agosto del 1463, costringendolo alla riappacificazione. Questa venne suggellata da accordi per il futuro matrimonio del figlio di Marino, Giovanni Battista, allora di quattro anni, con la figlia del Re, Beatrice, allora di sei anni.
Il duca tuttavia aiutò ancora Giovanni d'Angiò-Valois a rifugiarsi ad Ischia. Poco dopo la sua partenza dall'Italia, avvenuta nell'aprile del 1464, l'8 giugno il Re attirò il duca presso il fiume Savone, lo fece arrestare, gli confiscò tutti i possedimenti e lo incarcerò insieme al figlio Giovanni Battista, che fu liberato solo dopo la morte del Re nel 1494.
Secondo i diversi cronisti contemporanei, potrebbe essere morto in prigione nel 1489 oppure venne fatto uccidere dal Re Alfonso II d'Aragona appena dopo la morte del padre.

## Ascendenza
|                          |               |                                    | Genitori               |  |  | Nonni |  |  | Bisnonni        |  |  | Trisnonni        |  |
|                          |               |                                    |                        |  |  |       |  |  | Roberto Marzano |  |  | Goffredo Marzano |  |
|                          |               |                                    |                        |  |  |       |  |  | Roberto Marzano |  |  | Goffredo Marzano |  |
|                          |               | Giovanna Ruffo                     |                        |  |  |       |  |  | Roberto Marzano |  |  |                  |  |
| Giacomo Marzano          |               |                                    |                        |  |  |       |  |  | Roberto Marzano |  |  |                  |  |
|                          |               | ?                                  | ?                      |  |  |       |  |  |                 |  |  |                  |  |
|                          |               | ?                                  | ?                      |  |  |       |  |  |                 |  |  |                  |  |
|                          |               | ?                                  | ?                      |  |  |       |  |  |                 |  |  |                  |  |
| Giovanni Antonio Marzano |               | ?                                  |                        |  |  |       |  |  |                 |  |  |                  |  |
|                          |               | Ruggero Sanseverino                | Enrino Sanseverino     |  |  |       |  |  |                 |  |  |                  |  |
|                          |               | Ruggero Sanseverino                | Enrino Sanseverino     |  |  |       |  |  |                 |  |  |                  |  |
|                          |               | Ruggero Sanseverino                | Ilaria dell'Oria       |  |  |       |  |  |                 |  |  |                  |  |
| Caterina Sanseverino     |               | Ruggero Sanseverino                |                        |  |  |       |  |  |                 |  |  |                  |  |
|                          |               | Marchesa del Balzo                 | ?                      |  |  |       |  |  |                 |  |  |                  |  |
|                          |               | Marchesa del Balzo                 | ?                      |  |  |       |  |  |                 |  |  |                  |  |
|                          |               | Marchesa del Balzo                 | ?                      |  |  |       |  |  |                 |  |  |                  |  |
| Marino Marzano           |               | Marchesa del Balzo                 |                        |  |  |       |  |  |                 |  |  |                  |  |
|                          | Antonio Ruffo | Carlo Ruffo                        |                        |  |  |       |  |  |                 |  |  |                  |  |
|                          | Antonio Ruffo | Carlo Ruffo                        |                        |  |  |       |  |  |                 |  |  |                  |  |
|                          | Antonio Ruffo | Giovanna Sanseverino               |                        |  |  |       |  |  |                 |  |  |                  |  |
| Carlo Ruffo              | Antonio Ruffo |                                    |                        |  |  |       |  |  |                 |  |  |                  |  |
|                          |               | Giovanna "Giovannella" Sanseverino | Enrico Sanseverino     |  |  |       |  |  |                 |  |  |                  |  |
|                          |               | Giovanna "Giovannella" Sanseverino | Enrico Sanseverino     |  |  |       |  |  |                 |  |  |                  |  |
|                          |               | Giovanna "Giovannella" Sanseverino | ?                      |  |  |       |  |  |                 |  |  |                  |  |
| Covella Ruffo            |               | Giovanna "Giovannella" Sanseverino |                        |  |  |       |  |  |                 |  |  |                  |  |
|                          |               | Ugo Sanseverino                    | Jacopo Sanseverino     |  |  |       |  |  |                 |  |  |                  |  |
|                          |               | Ugo Sanseverino                    | Jacopo Sanseverino     |  |  |       |  |  |                 |  |  |                  |  |
|                          |               | Ugo Sanseverino                    | Margherita Chiaramonte |  |  |       |  |  |                 |  |  |                  |  |
| Ceccarella Sanseverino   |               | Ugo Sanseverino                    |                        |  |  |       |  |  |                 |  |  |                  |  |
|                          |               | ?                                  | ?                      |  |  |       |  |  |                 |  |  |                  |  |
|                          |               | ?                                  | ?                      |  |  |       |  |  |                 |  |  |                  |  |
|                          |               | ?                                  | ?                      |  |  |       |  |  |                 |  |  |                  |  |
|                          |               | ?                                  |                        |  |  |       |  |  |                 |  |  |                  |  |

## Discendenza
Marino Marzano si sposò il 3 maggio 1444 con Eleonora d'Aragona, figlia naturale del Re del Regno di Napoli Alfonso V d'Aragona e della sua amante Gueraldona Carlino, che gli diede un figlio e sei figlie:
- Giovanni Battista, principe di Rossano, il quale sposò una dama della casata dei Sanseverino o, secondo altre fonti, avrebbe sposato Franceschella Lentini, figlia del barone di San Calogero e di Calimera, discendente da Alaimo Lentini, da cui avrebbe avuto origine il ramo Marzano di Monteleone[3];
- Camilla, detta "Covella", andata in sposa al signore di Gradara e Pesaro Costanzo I Sforza;
- Caterina, che si sposò il 19 novembre 1479 con Antonio Basso Della Rovere, nipote di papa Sisto IV e conte di Alliano [4];
- Francesca, andata in sposa nel 1477 a Leonardo III Tocco, despota d'Epiro e conte di Cefalonia e di Zante;
- Margherita, la quale sposò in prime nozze Vlatko Hercegović Kosača, duca di San Sava, e in seconde nozze il patrizio veneziano Marco Loredan, figlio del Procuratore di San Marco Antonio Loredan[5];
- Maria, la quale sposò nel 1471 Antonio Todeschini Piccolomini, duca di Amalfi.
- Luisa, la quale sposò intorno al 1480 Bernardo Frangipane [6][7][8][9]